# プロントジル
プロントジル（Prontosil、別名：Sulfonamidochrysoïdine等）は合成抗菌薬の一つで、最初に開発されたサルファ剤である。1932年ドイツのIGファルベン社で発見された。グラム陽性球菌には比較的広く有効であるが、腸内細菌には無効である。プロントジルを元に続々とサルファ剤が開発され、医学を一変させた。ゲルハルト・ドーマクはプロントジルの発見に対し、1939年ノーベル生理学・医学賞を受賞した。

## 薬理
細菌や原虫の葉酸合成を阻害し、プリン体合成、核酸合成を阻害する。ヒトなどの脊椎動物は葉酸を合成できず、食物から摂取するため、サルファ剤による影響を受けにくい。

## 開発の経緯

### 発見
プロントジルは1932年に、抗生物質として作用する染料を発見する取り組みの一環として発見された。1932年の晩秋にマウスを用いた実験で、いくつかの重要な感染症にプロントジルが有効であることが発見された。化学物質が感染症治療に有効であるというこの発見に対し、1939年にノーベル生理学・医学賞が送られた。プロントジルは、数千のアゾ色素を対象とした5年間の調査の成果物であった。
マウスの全身性化膿レンサ球菌感染モデルを用いた決定的な実験結果は1931年12月下旬までに得られていた。IGファルベン社はプロントジルの医学的使用について1932年12月にドイツ当局に特許申請した。プロントジルの合成自体は1909年に報告されていたが、その時は医学的応用は考慮されなかった。
水に可溶なプロントジルナトリウム塩の臨床実験が1932年から1934年に掛けて実施された。その結果は1935年2月のドイツの一流の医学論文誌Deutsche Medizinische Wochenschrift にシリーズで掲載されたが、ワクチンや自然免疫療法が主流であった当時の医学界からは懐疑的に受け止められた。
産褥熱の治療に用いられた実例が紹介されて以来、特に1936年の論文以降、欧州で広く使用され始め、プロントジルの改良も積極的に行われた。

### 新薬の台頭とその後への影響
1935年後半に、パリのパスツール研究所でプロントジルが無色のスルファニルアミド（p-アミノベンゼンスルホンアミド）に代謝されることが発見され、プロントジルはプロドラッグであることが判明した。1909年前半にスルファニルアミドが特許申請された時には医薬品用途は想定されていなかったが、先記の発見後、バイエル社から医薬品として発売された。

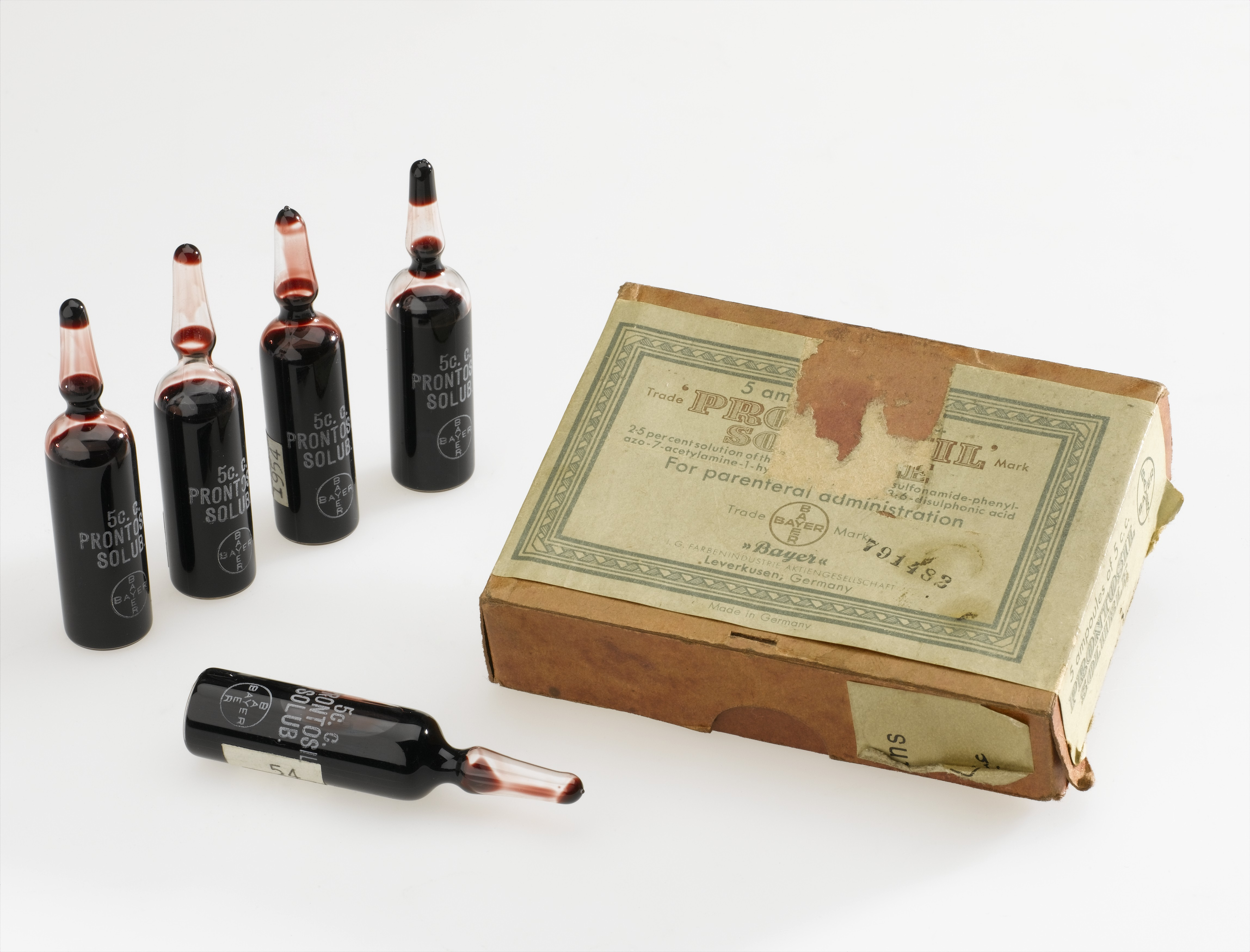
バイエルが製造・発売したプロントジルのアンプル

IGファルベン社が（スルファニルアミドの医薬品としての）新規用途を発見したのは1932年であるが、プロントジルを新規化合物として理解していたので特許を簡単に取得できたのだと主張されている。しかしパスツール研究所の研究者の一人は1988年に『今日、我々が発見するまでは、プロントジルの臨床試験をした研究者等はスルファニルアミドの特性を理解しておらず、我々からの連絡でそれを知った事が確証された。1935年から1936年の月報と実験ノートでそれを確かめることができた。スルファミドの構造式を彼らが知ったのは、疑う余地なく、1936年1月以前ではない』と書いている。
米国では1935年に、大西洋を超えてやって来た新たな治療概念―抗生物質―による治療が初めて実施された。ドイツ語の文献を英語に翻訳する過程で研究が精査され、『3本の臨床試験に製薬企業が出資し、薬剤を提供し、重篤な連鎖球菌疾患に罹患した“研究者の娘”が被験者として参加していた』事が判明した。ジョン・ホプキンス大学で、後に全身性細菌感染症から数百万人の命を救う事になる先駆的な研究が始められた。
スルファニルアミドは医薬品用途の特許が取得されていなかった上、抗菌性が公表された時には既に特許が失効していたので、生産コストが安かった。スルファニルアミド基が他の様々な分子と容易に結合したので、化学者等は直ぐに数百もの第二世代スルホンアミド薬を産み出した。その結果プロントジルは、バイエルが望んでいた市場での立ち位置を失った。すぐさま新サルファ薬が台頭し、1940年代中頃から1950年代に掛けて、ペニシリン等のより効果が高くより多種類の微生物に有効な抗生物質が開発され、プロントジルは1960年代半ばでその姿を消した。プロントジルの発見は抗生物質の先駆けであり、薬理学研究、薬事関係法規、そして医薬品の歴史の大きな進展をもたらした。
スルホンアミドとトリメトプリムの合剤（ST合剤）は現在でもAIDS患者における日和見感染症、尿路感染症、やけどの治療に対して広く使用されている。しかし、多くの場合、サルファ薬はβ-ラクタム系抗生物質に取って代わられている。